# André Bjerke
Jarl André Bjerke (ur. 30 stycznia 1918, zm. 10 stycznia 1985) – norweski pisarz, poeta i tłumacz.
Zadebiutował w 1940 roku zbiorem wierszy Syngende Jord (Śpiewająca ziemia). Jego twórczość obejmuje poezję dla dzieci i dorosłych, powieści i opowiadania detektywistyczne (pod pseudonimem Bernhard Borge), eseje i publicystykę. Był wybitnym tłumaczem. Przekładał na język norweski dzieła m.in. Szekspira, Moliera, Goethego i Edgara Allana Poego.
W prozie Bjerkego widoczne jest zainteresowanie autora psychoanalizą, parapsychologią i zjawiskami paranormalnymi. Jego najbardziej znana, opublikowana w 1942 roku, powieść De dødes tjern zawiera elementy psychologiczne, fantastyczne i kryminalne. W 1958 roku zekranizowano ją, a w 2004 roku została uznana za numer 2. na liście najlepszych norweskich kryminałów i thrillerów wszech czasów.